# Генерал-Кантарджієво
Генера́л-Кантарджі́єво (болг. Генерал Кантарджиево) — село у Варненській області Болгарії. Входить до складу общини Аксаково.

## Населення
За даними перепису населення 2011 року у селі проживали 390 осіб.
Національний склад населення села:
| Національність   | Кількість осіб | Відсоток |
| ---------------- | -------------- | -------- |
| болгари          | 377            | 97,2%    |
| цигани           | 0              | 0%       |
| інша             | 8              | 2,1%     |
| Всього відповіли | 388            |          |

Розподіл населення за віком у 2011 році:
Динаміка населення: